# Kryzys polityczny w Tajlandii (2008–2009)

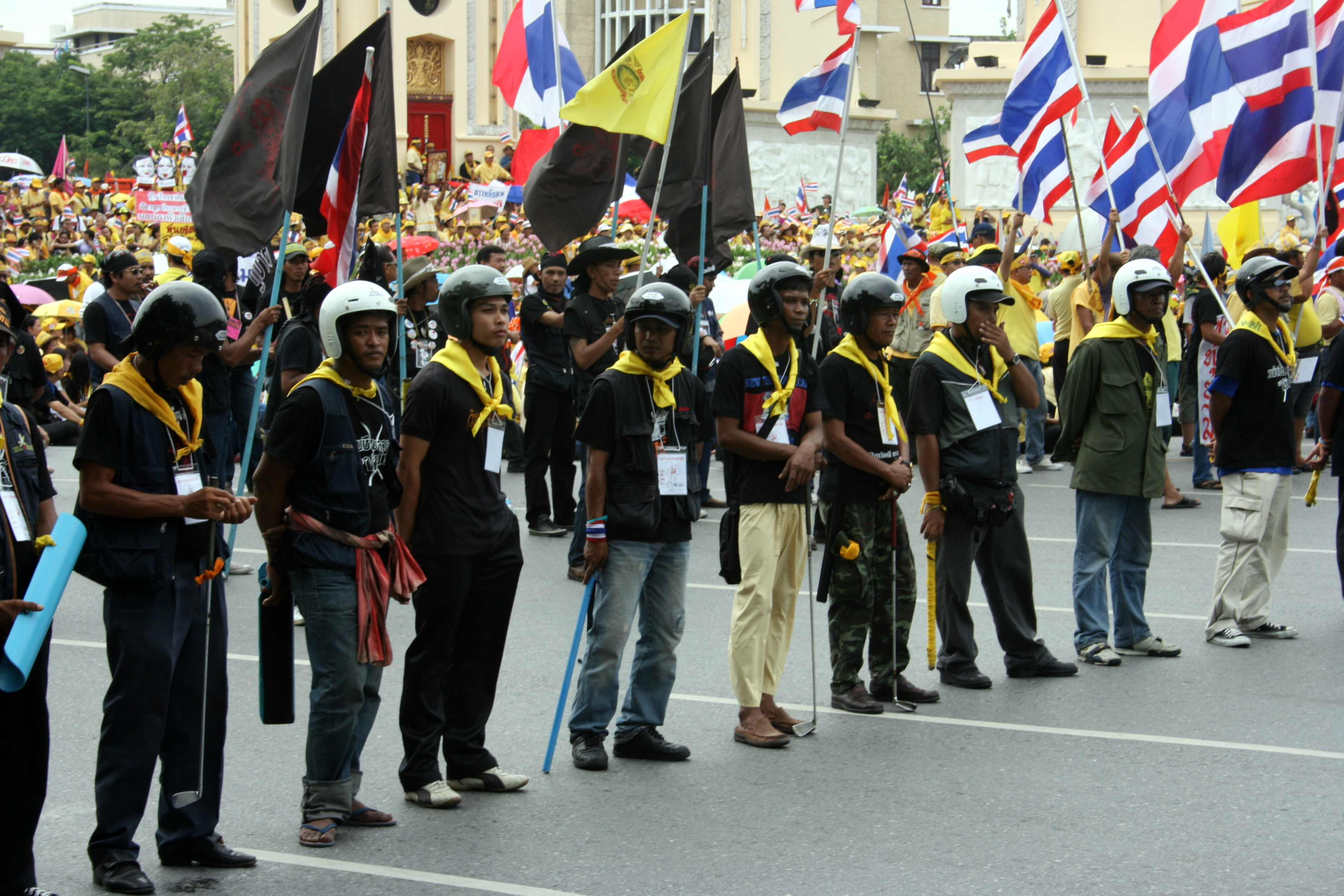
Protest w Bangkoku

Kryzys polityczny w Tajlandii w 2008 roku – trwające od maja 2008 roku antyrządowe wystąpienia obywateli Tajlandii przeciwko rządowi premiera Somchai Wongsawata, oskarżanego o nepotyzm i korupcję. Głównym organizatorem protestów był opozycyjny Ludowy Sojusz na rzecz Demokracji (PAD).

## Tło i przyczyny
Tajlandia jest monarchią konstytucyjną, której głową państwa jest król Bhumibol Adulyadej. Objął rządy w 1950, po powrocie ze studiów. W czasie jego rządów miało miejsce 17 zamachów stanu, a tajskim rządem kierowało 26 premierów.
Przyczyną obecnie trwającego konfliktu są oskarżenia wobec urzędującego premiera o jego polityczne podporządkowanie swojemu poprzednikowi – Thaksinowi Shinawatrze. Jest on szwagrem Somchai Wongsawata i zarazem jedną z najbogatszych osób w kraju. W 2006 roku został pozbawiony władzy w wyniku bezkrwawego zamachu stanu.

## Przebieg i charakter konfliktu
Protesty mieszkańców Tajlandii rozpoczęły się już w maju 2008 roku, zaś ich nasilenie nastąpiło w sierpniu, gdy w czasie jednej z demonstracji śmierć o wybuchu granatu poniósł jeden z członków PAD. Rozpoczęto wówczas okupację kancelarii premiera. Wśród przeciwników rządu znajdują się liczni studenci, klasa średnia, przedstawiciele świata nauki oraz monarchiści. Protesty przybierają formy aktywne, jednak ich uczestnicy starają się nie atakować turystów. W listopadzie konflikt nasilił się – protestujący rozpoczęli okupację dwóch lotnisk w Bangkoku, w odpowiedzi na co premier wprowadził stan wyjątkowy. O rozpisanie przedterminowych wyborów parlamentarnych zaapelował główny dowódca tajskiej armii, Anupong Paochinda, jednak urzędujący rząd uważa, że posiada mandat do sprawowania rządów, zaś w opinii opozycji w razie wyborców rzesze obywateli zostaną przez władze przekupione. W tej sytuacji przedstawiciele PAD zaproponowali powołanie rządu jedności narodowej. Od konfliktu zdystansował się schorowany król – Bhumibol Adulyadej, zaś armia zdementowała pogłoski o zamiarze przeprowadzenia puczu.

## Utworzenie nowego rządu
1 grudnia 2008 roku sąd konstytucyjny podjął decyzję o rozwiązaniu partii rządzącej oraz dwóch partii koalicyjnych. Wyrok ten spowodował uspokojenie nastrojów wśród przeciwników rządu oraz odblokowanie lotnisk. 15 grudnia na czele nowego rządu stanął jeden z liderów opozycji – Abhisit Vejjajiva.